# Carneiro (Amarante)
Carneiro is een plaats (freguesia) in de Portugese gemeente Amarante en telt 354 inwoners (2001).